# 南阿克沃思 (新罕布什爾州)
南阿克沃思（英語：South Acworth）是位於美國新罕布什爾州沙利文縣的非建制地區。

## 歷史
南阿克沃思的郵局自1851年營運至今。

## 地理
南阿克沃思所處的海拔為高於海平面253米（即830英呎），而該地所採用的時區為UTC-5，即北美东部时区（EST）。同時該地設有夏令時間，為UTC-5調快一小時，即UTC-4（EDT）。